# Liste der Flüsse in South Australia
Die Liste der Flüsse in South Australia gibt eine Übersicht aller Flüsse im australischen Bundesstaat South Australia (deutsch Südaustralien, Abkürzung: SA).
Der viertgrößte Bundesstaat Australiens reicht von der Großen Australischen Bucht bis in das Große Artesische Becken hinein und zu den bis zu 1440 m hohen Musgrave Ranges; die Landesfläche beträgt 983.480 km2. Die trockenen, an das Northern Territory und Western Australia angrenzenden Landesteile gehören den Ureinwohnern, den Aborigines.

## Flüsse
Legende: L = Länge in km; E = Einzugsgebiet in km²; Q = Quellhöhe; M = Mündungshöhe; F = Flusssystem

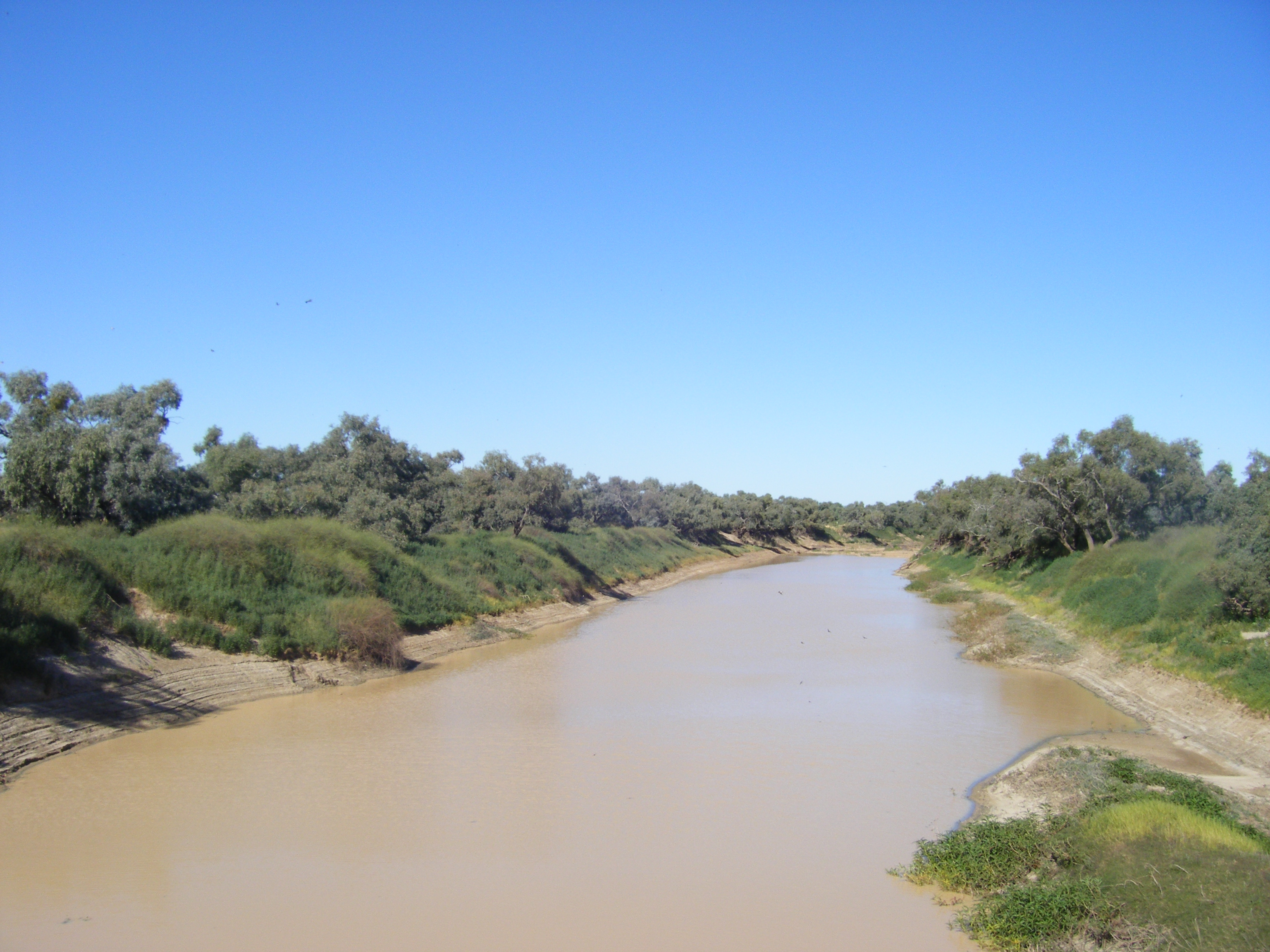
Diamantina River

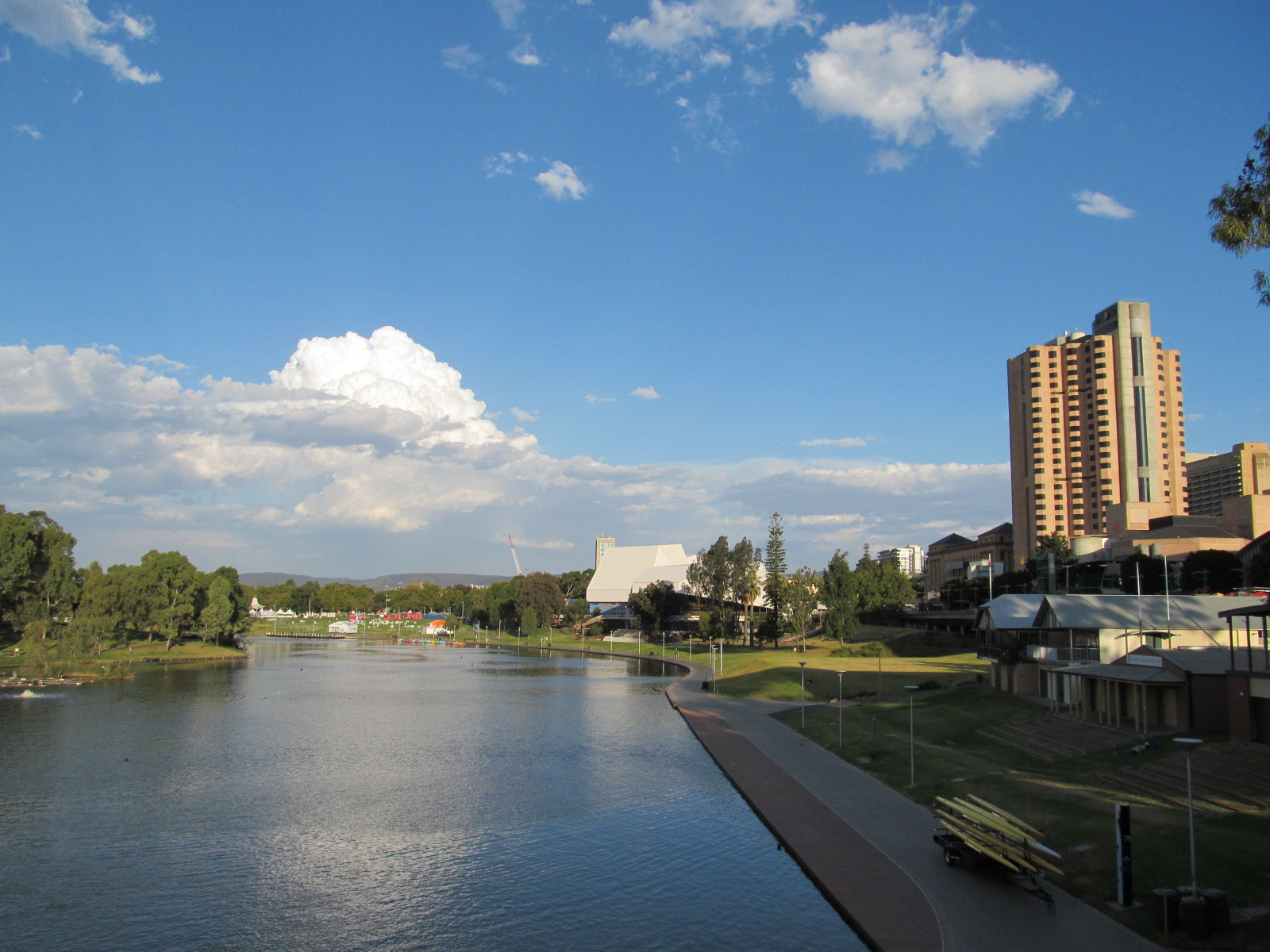
River Torrens in Adelaide

| Name                    | L       | E         | Q   | M   | F               | Bemerkung/en |
| ----------------------- | ------- | --------- | --- | --- | --------------- | --- |
| Alberga River           | 330,0   |           | 465 | 111 | Warburton River | durchfließt Oorarin Waterhole (138 m ü. M.), Armina Waterhole (130) und Kilkirkina Waterhole (129)                                  |
| Broughton River         |         |           |     |     |                 | |
| Cooper Creek            | 1.420,1 | 297.000   | 130 | −16 | Cooper Creek    | durchfließt 118 Wasserlöcher und Seen                                                                                               |
| Cygnet River            |         |           |     |     |                 | |
| Diamantina River (Foto) | 900,1   | 157.000   | 313 | 24  | Warburton River | durchfließt 38 Wasserlöcher und Seen, unter anderem Lake Goonabulka (160 m ü. M.) und Lake Uloowaranie (34)                         |
| Dutton River            |         |           |     |     |                 | |
| Eyre Creek              | 520,0   |           | 107 | 24  | Warburton River | durchfließt unter anderem das Koolivoo Waterhole (78 m ü. M.), Lake Koolivoo (77), Lake Mipia (74) und das Kuddarree Waterhole (51) |
| Finke River             | 600,2   |           | 652 | 99  | Warburton River | durchfließt unter anderem das Glen Helen Gorge Water Hole (630 m ü. M.), Boggy Hole und Thamandilla Waterhole (145)                 |
| Gawler River            | 41,0    |           | 52  | 0   | Gawler River    | |
| Gilbert River           | 59,0    |           | 399 | 93  | Light River     | |
| Glenelg River           | 476,0   |           | 759 | 0   | Glenelg River   | durchfließt das Rocklands Reservoir (216 m ü. M.)                                                                                   |
| Macumba River           | 240,2   |           | 113 | −11 | Warburton River | durchfließt elf Wasserlöcher |
| Murray River            | 2.375,1 | 1.058.549 | 902 | 0   | Murray River    | längster Fluss in South Australia und zweitlängster Fluss Australiens; durchfließt sechs Seen                                       |
| Pike River              | 35,0    |           |     |     | Murray River    | |
| River Torrens (Foto)    | 85,0    | 500       | 480 | 0   | River Torrens   | |
| Rocky River             |         |           | 700 |     | Broughton River | |
| Strzelecki Creek        | 250,0   |           | 52  | 3   | Cooper Creek    | durchfließt sieben Wasserlöcher und mündet in den Lake Blanche (3 m ü. M.)                                                          |
| Warburton River/-Creek  | 412,0   |           | 24  | −15 | Warburton River | durchfließt 19 Wasserlöcher und mündet in den Lake Eyre                                                                             |